# Museo de Bogotá
El Museo de Bogotá es el museo de ciudad de la capital colombiana. Cuenta con dos sedes, ambas ubicadas en el barrio La Candelaria en el centro histórico de la ciudad. El Museo cuenta con una colección de más de 24.000 objetos, en una amplia variedad de soportes, entre los que se destacan el acervo más importante de fotografía histórica de la ciudad, un legado representativo de planos de Bogotá, así como objetos significativos entre los que cabe mencionar las urnas, el tranvía y la estatua de Gonzalo Jiménez de Quesada, derribada por la comunidad Misak en el marco de las movilizaciones sociales de 2021.

## Historia
Durante la alcaldía de Virgilio Barco Vargas, en 1969 se creó el Museo de Desarrollo Urbano, ubicado en una casona de la calle 10 del barrio La Candelaria. La exposición del museo se organizó en 10 salas dedicadas a la historia de Bogotá, desde la fundación de la ciudad hasta las obras más sobresalientes del alcalde Barco. Durante esta primera etapa, ingresaron a la colección piezas icónicas como el tranvía de mulas, la Urna Centenaria, un amplio conjunto de teléfonos antiguos, equipos usados por los bomberos de Bogotá a inicios del siglo XX, maquetas talladas en madera y varios planos históricos. El museo funcionó, sin mayor inconveniente, hasta 1989, año en que fue necesario reubicarlo pues el inmueble presentaba un avanzado estado de deterioro.
En 1989 el museo se trasladó a la llamada Casa de los Comuneros, ubicada en la carrera 8.ª con calle 10, hasta que en 1995, por problemas estructurales tuvo que cerrar sus puertas al público. En el año 2000 el museo fue reubicado en el Planetario Distrital,  reanudando sus actividades con una exposición temporal llamada “Bogotá siglo XX”. Tres años después, en 2003 el Museo de Desarrollo Urbano cambió su nombre por Museo de Bogotá, transformación que obedeció a un replanteamiento del concepto y misionalidad del museo que buscó "ampliar la visión del museo sobre la ciudad, entendido no solo como fenómeno urbanístico, sino como una compleja red de relaciones sociales y culturales".
En 2006, el Museo de Bogotá ingresó a la estructura organizacional del Instituto Distrital de Patrimonio Cultural – IDPC entidad que se encarga de su administración y funcionamiento.

## Sedes

### Casa Sámano
La casa fue adquirida por el Distrito en 1990 y en 2005 se inició el proceso de restauración que permitió abrirla al público en 2008 tres años después como sede de exposiciones temporales del Museo. La primera exposición temporal con que se inauguró fue "Bogotá un museo a cielo abierto".

### Casa de los Siete Balcones
En 1982 la casa, que siempre tuvo un uso doméstico, fue comprada por el Distrito. En 2009, el IDPC inició el proceso de restauración del inmueble, con el fin de adecuar las antiguas habitaciones para su uso como sede del Museo. A partir de  2015 la casa fue destinada como sede para la colección permanente y fue reinaugurada en 2019 con el nuevo montaje museográfico.